# Serve della Divina Provvidenza
Le Serve della Divina Provvidenza (sigla S.D.P.) sono un istituto religioso femminile di diritto pontificio.

## Storia
La congregazione fu fondata a Catania di Maria Marletta: nel 1919, presso la sua abitazione, iniziò a dedicarsi all'educazione cristiana di parecchie ragazze tolte dal pericolo della strada e, con la stessa finalità, il 14 settembre 1921 riunì nel quartiere Cibali una comunità di giovani donne. L'8 dicembre 1935 le prime aspiranti furono rivestite dell'abito religioso ed emisero i voti.
Guido Luigi Bentivoglio, arcivescovo di Catania, eresse canonicamente la congregazione il 27 novembre 1957; l'istituto e le sue costituzioni ricevettero l'approcazione pontificia il 2 febbraio 1982.

## Attività e diffusione
Le suore si dedicano alla preservazione morale della gioventù e all'aiuto al clero nelle parrocchie.
Sono presenti solo in Italia; la sede generalizia è a Catania.
Alla fine del 2015 l'istituto contava 27 religiose in 9 case.